# Delwayne Delaney
Pour les articles homonymes, voir Delaney.
Delwayne Delaney (né le 4 août 1982 à Basseterre) est un athlète de Saint-Christophe-et-Niévès, spécialiste du sprint et du relais.
Médaillé d'argent lors des Jeux panaméricains à Guadalajara lors du relais 4 × 100 m, il contribue à la qualification de son équipe pour les Jeux olympiques de Londres.

## Records personnels
Ses meilleurs temps en épreuve individuelle ont été réalisés à San Salvador en juillet 2007 :
- 100 m : 10 s 31
- 200 m : 20 s 83